# Kyah English
Kyah English (21 de marzo de 1999) es una deportista australiana que compite en taekwondo. Ganó una medalla de plata en el Campeonato de Oceanía de Taekwondo de 2018 en la categoría de –57 kg.

## Palmarés internacional
| Campeonato de Oceanía | Campeonato de Oceanía | Campeonato de Oceanía | Campeonato de Oceanía |
| Año                   | Lugar                 | Medalla               | Categoría             |
| --------------------- | --------------------- | --------------------- | --------------------- |
| 2018                  | Mahina (Francia)      | Medalla de plata      | –57 kg                |